# Inmigración polaca en Colombia
La inmigración polaca en Colombia comenzó alrededor del siglo XIX, más tarde durante la Segunda Guerra Mundial, cuando la mayoría de los polacos que llegaron a Colombia eran principalmente judíos, que huían de la persecución, la inestabilidad política y la invasión alemana en su país. Según el Ministerio de Relaciones Exteriores, Colombia limitó la acogida de judíos polacos y alemanes debido al antisemitismo de la época.

## Historia
Realmente antes de este inmigraron varios Polacos, entre ellos Juan Bautista de Brigard y Dombrowski nacido en Varsovia en 1792. Participó en el movimiento de la independencia. Uno de sus descendientes el Sr. Obispo Emilio de Brigard Ortiz, nacido en Chía Cundinamarca.el primer inmigrante polaco en el siglo XX y llegar a Colombia fue Estanislao Zawadzki, hijo de Szymon Zawadzki y Balbina Broniska. En 1830, las autoridades rusas sacaron a su familia de su propiedad y comenzó un momento muy difícil para ellos, emigrando a Francia, Suiza y Bélgica. En 1846, Estanislao emigró a Colombia por invitación del general Tomás Cipriano de Mosquera.
El ingeniero polaco creó caminos y ferrocarriles en Popayán, Cali, Buenaventura y Tumaco que se dedicaron a la apertura del desarrollo económico. De 1908 a 1928, los polacos étnicos emigraron a Colombia con pasaportes rusos ya que Polonia estaba bajo el gobierno ruso y fueron clasificados como "rusos".
Entre 1930 y 1940, los ciudadanos polacos de origen judío huyeron de la persecución nazi de Polonia y de las dificultades económicas de la guerra. La mayoría de los polacos se asentaron en el puerto de Barranquilla.
Desde alrededor de 1930 hasta 1940, Polonia fue un país que ha sido atacado y perseguido por la Alemania nazi, lo que obligó a los judíos polacos a abandonar el país y buscar una condición mejor. La mayoría de los polacos eligieron países donde la inmigración era más acogedora, como Argentina, Brasil, Canadá, Paraguay, Estados Unidos y Uruguay recibieron la mayor concentración de polacos en las Américas. Por otro lado, Colombia solo recibió unos pocos miles de polacos porque el propio país tuvo guerras civiles, inestabilidad política, guerra contra las drogas  y terrorismo  FARC, lo que hace a Colombia   un destino poco relevante  para los inmigrantes polacos.